# Departament de Política Lingüística de la Generalitat de Catalunya
El Departament de Política Lingüística, del Govern de la Generalitat de Catalunya té competències sobre la implementació de la política lingüística que estableix el Govern i la coordinació de les accions i mesures dels diversos departaments. El departament va ser creat l'11 d'agost de 2024, en el marc de la formació del Govern de Salvador Illa i el primer conseller és Francesc Xavier Vila Moreno.
El Departament de Política Lingüística és continuador organitzativament de la Secretaria de Política Lingüística.

## Funcions
El Departament de Política Lingüística s'encarrega de les polítiques lingüístiques en els àmbits següents, d'acord amb el decret de creació:
- La promoció i el foment de la llengua catalana.[4]
- La implementació de la política lingüística que estableix el Govern i la coordinació de les accions i mesures dels diversos departaments.
- El desenvolupament de les polítiques per fomentar els usos de la llengua catalana en tots els àmbits de la societat i la disponibilitat de productes i serveis en català.

- Garantir l'ús del català a les institucions.

- Qualsevol altra funció que li atribueixin les lleis i altres disposicions.

Inicialment, el decret de creació del Departament incloïa també l'Institut Ramon Llull i la Institució de les Lletres Catalanes, però posteriorment va ser modificat i les dues institucions van ser retornades al Departament de Cultura.

## Llista de consellers
| # | Legislatura | Nom | Nom                         | Inici mandat       | Fi mandat    | Partit polític | Partit polític |
| - | ----------- | --- | --------------------------- | ------------------ | ------------ | -------------- | -------------- |
| 1 | XV          |     | Francesc Xavier Vila Moreno | 12 d'agost de 2024 | En el càrrec | Independent    |                |